# Brachiaria stefaninii
Brachiaria stefaninii är en gräsart som beskrevs av Emilio Chiovenda. Brachiaria stefaninii ingår i släktet Brachiaria och familjen gräs.
Artens utbredningsområde är Somalia. Inga underarter finns listade i Catalogue of Life.